# Schleicher ASW 20
ASW 20 er et svævefly i 15 meter klassen designet af Gerhard Waibel og fremstillet af Alexander Schleicher GmbH & Co. Kroppen er næsten identisk med kroppen fra ASW 19, justeret til vingerne til 15 meter klassen. Det har været en meget succesfuld type med adskillige verdensmesterskaber, og frem til 1995 kunne den stadig gøre sig gældende på det niveau. Over produktionstiden er der tilføjet vinglets, pneumatiske tubulatorer og forlængede vingetippe. Den forblev i produktion frem til 1990, hvor den blev afløst af ASW 27. Hovedparten af flyene blev bygget hos Schleicher, men 140 eksemplarer blev fremstillet på licens hos Centrair i Frankrig.
ASW 20 fløj først i 1977 og blev øjeblikkeligt en succes. Dick Johnson rapportere, at typen var den første i 15 meter klassen med et målt glidetal på mere en 40:1. I 1994 gennemførte typen en trekant-flyvning på 1.435 km og slog dermed en verdensrekord. Typen kan stadig gøre sig gældende på nationalt og regionalt niveau.
- Spilstart af ASW 20 CL; vingernes elasticitet er tydelig.
- ASW 20 under landing.
- ASW 20 lander.
- Centrair fremstillet ASW 20 FP.

## Design
ASW 20 er fremstillet af glasfiber. Den har bagkant-flaps, som kan have udslag mellem -9 og +5 grader. Flaps er også forbundet med krængerorene, men giver kun halvt så meget udslag som disse. På vingernes overside er der luftbremser af Schempp-Hirth-typen.
B-varianten, som blev introduceret i 1983, afviger fra A- og C-varianten ved at have en forstærket hovedbjælke, hvilket tillader forøget vandballast men også giver en mindre fleksibel vinge. B- og C-varianterne har en del forbedreringer i forhold til A-varianten, bl.a. et instrumentpanel, som kan løftes, hydrauliske skivebremse, automatisk koblede rorforbindelser og pneumatiske tubulatorer, som tager tager luft med højere tryk fra vingens underside og blæser gennem ca. 860 små huller på vingens overside til grænselaget for at kontrollere luftstrømmens separation fra vingen.
Varianter med L i betegnelsen kan tilføjes 1,59 meter lange vingetip-forlængere. F-varianter er fremstillet af Centrair i Frankrig; der findes også FL-varianter, men mange af disse må ikke længere flyve med lange vingetipper på grund af en svag vingekonstruktion.
Der findes mindst tre forskellige vinglet-konstruktioner.

## Flyveegenskaber
ASW 20 er kendt som generelt at have en behagelig håndtering. Landings-flaps (55° i tidlige modeller, 38° senere) kombineret med meget effektive luftbremser, giver mulighed for exceptionel stejle anflyvninger og korte landinger, når der er brug for det. Senere versioner af vinglets forbedrede håndteringen yderligere og reducerede luftmodstande ved lave og middelstore hastigheder. De fleksible vinger på A- og C-varianter er værdsatte ved skræntflyvning, hvor de absorberer en del af den kraftige turbulens ved bjergkammen.